# Kneževo (Brus)
Pour les articles homonymes, voir Kneževo.
Kneževo (en serbe cyrillique : Кнежево) est un village de Serbie situé dans la municipalité de Brus, district de Rasina. Au recensement de 2011, il comptait 40 habitants.

## Démographie
| 1948 | 1953 | 1961 | 1971 | 1981 | 1991 | 2002 | 2011 |
| ---- | ---- | ---- | ---- | ---- | ---- | ---- | ---- |
| 118  | 141  | 143  | 137  | 101  | 73   | 60   | 40   |

|  |